# ミルカ・シン
ミルカ・シン（Milkha Singh、1929年11月20日 - 2021年6月18日）は、インドの元陸上競技（短距離走）選手。アジア競技大会とコモンウェルスゲームズ両方の400メートル競走で金メダルを獲得した唯一の選手である。愛称はフライング・シーク（The Flying Sikh）。
プロゴルファーのジーブ・ミルカ・シンは息子。

## 経歴
1929年、イギリス領インド帝国パンジャーブ（現パキスタン・パンジャーブ州）のゴヴィンドプーラにて、シク教徒の家庭に生まれる。1947年、インド・パキスタン分離独立の混乱のさなか、目の前で両親と兄弟姉妹3人を殺された。
その後もヒンドゥー教徒やシク教徒の殺害が続いたため、パンジャーブを離れデリー在住の姉のもとに一時身を寄せた。
1951年、インド陸軍に入隊。シカンダラーバード駐屯中、新入隊員に強制されたクロスカントリー競走で6位に入ったことで特別訓練メンバーに選抜され、本格的に陸上競技のトレーニングを開始した。
1956年メルボルンオリンピック、1960年ローマオリンピック、1964年東京オリンピックでインド代表を務めた。1960年ローマオリンピックの400メートル決勝では4位に入賞し、この時のタイム45.73秒は、ほぼ40年間にわたってインドにおける400m走の国内最高記録だった
1959年、インド政府によりスポーツにおける功績を認められ、民間人を顕彰する勲章では4番目に高位なパドマ・シュリー勲章を授与された。
2008年、ジャーナリストのロヒット・ブリナートはシンを「インドがこれまでに生み出した最高のアスリート」と評した。
2013年、自伝を元にした映画『Bhaag Milkha Bhaag』（邦題『ミルカ』）が公開された。
2021年6月18日、インドのチャンディーガルにて、COVID-19合併症により亡くなった。91歳没。